# Lajos Dudas
Pour les articles homonymes, voir Dudas.
Lajos Dudas (prononcé : [lang]  ; né le 18 février 1941 à Budapest, Hongrie) est un clarinettiste et compositeur de jazz germano-hongrois.

## Biographie
Lajos Dudas a étudié de 1958 à 1963 au Conservatoire Béla Bartók et à l'Académie de musique Franz Liszt à Budapest, sa ville natale.
Dudas ne se présente pas seulement comme musicien de jazz ou de pop ayant participé à des tournées en Europe, mais également comme soliste classique dans des œuvres telles que le Quintette pour clarinette de Carl Maria von Weber, les trois pièces pour clarinette seule d'Igor Stravinsky et le Concerto pour saxophone alto d'Alexandre Glazounov. Il a obtenu une reconnaissance internationale, surtout avec sa composition Urban Blues lors du 11ème concours international de jazz de Monaco en 1982.
Dans les années 1980, il a été classé en bonne place, année après année, dans le "Top People Poll" du  magazine international Jazz Forum.
Après une période de musicien indépendant (1963-1973), Dudas élit domicile au début des années 1970 à Neuss, sur la rive gauche du Rhin, où il travaille jusqu'en 2004, en plus de son activité d'artiste concertiste, comme professeur de clarinette et de saxophone à l'école de musique locale (École de musique de Neuss/GER) ; il a également enseigné de 1975 à 1985 à l'École supérieure d'éducation de Rhénanie à Neuss. En outre, depuis 1976, après une période consacrée à la musique classique, il a travaillé avec des musiciens de renom sur des enregistrements, des productions radiophoniques et des tournées : Karl Berger, Gerd Dudek, Albert Mangelsdorff, Tom van der Geld, Charles Tolliver, Howard Johnson, Attila Zoller, Philipp van Endert, etc.
La carrière de Dudas comprend des œuvres commandées par le Frankfurt Radio Jazz Group, la radio et la télévision ouest-allemandes (Cologne), la radio bavaroise (Munich), le Jazzmeeting Baden-Baden/SWR et la radio hongroise (Budapest). Depuis de nombreuses années, il se produit dans les principaux festivals européens, tels que La Haye aux Pays-Bas, Toulouse en France, East-West-Jazz à Nuremberg, Nickelsdorf Confrontations (A), Kato Days à Berlin, à Leverkusen, à Munster, à Viersen, ainsi qu'aux États-Unis (Mississippi-Rhiene-Gala/Minneapolis-Saint Paul).
En 1992, l'enregistrement de son Concertino pour clarinette et orchestre avec le Kölner Rundfunkorchester a été produit.
Entre 1996 et 2006, il a été directeur artistique de la série de concerts Jazz im Alten Ratssaal à Neuss (Allemagne). De nombreux musiciens comme Joachim Kühn, Aki Takase, Wolfgang Lackerschmid, Markus Stockhausen, Ali Haurand, Gerd Dudek, Nils Wogram, Jiří Stivín, Barbara Dennerlein ou Christoph Spendel s'y sont produits jusqu'en 2006.
Il a également écrit des œuvres pour clarinette, de la musique de chambre pour instruments à vent et une méthode pour clarinette en deux volumes. On peut le trouver sur JazzSick Records, Konnex, Double Moon/Challenge, Pannon Jazz/Classic, Edition Musikat.
Au cours de sa carrière, Dudas a enregistré plus de 60 singles, LP et CD
En 2018, la ville de Neuss lui a rendu hommage avec un court-métrage de 21 minutes dans la série "Neusser Künstler im Portrait" publiée par le service culturel de la ville.

## Vie privée
Depuis la fin de son activité pédagogique à Neuss, Dudas vit à Überlingen, au bord du lac de Constance, en Allemagne du Sud.

## Citations
« Dudas est un styliste très apprécié en Europe pour la tendresse et la légèreté de son jeu libre. »

— Joachim-Ernst Berendt ,  Le grand livre du jazz

« Dudas, avec sa technique affinée au conservatoire, sa superbe sonorité et son imagination aiguisée, fait partie des meilleurs clarinettistes de jazz contemporains. »

— JAZZ, the Magazine (Londres)

« Il est sensible, inventif et sait vraiment swinguer. »

— THE CADENCE (New York)

## Discographie sélective

### LP
- Reflection of Bach, Metram 1977
- Contrasts, Rillophon 1978
- Detour (avec Tom van der Geld, Ali Haurand, Kurt Billker), Rayna 1980
- Monte Carlo (avec Attila Zoller, Bert Thompson, Kurt Billker), Rayna 1982
- Sunshine State (avec Toto Blanke, Theodossi Stoykov, Imre Kőszegi), Konnex Records 1984
- Lajos Dudas / Tommy Vig Mistral (avec Theodossi Stoykov, Janos Szudy). Konnex 1986
- Klarinettenquartett Cl-4 Alte und neue Wege (avec Eckard Koltermann, Theo Jörgensmann, Dieter Kühr). Konnex 1986
- I Remember, Pannonton 1990

### CD
- Change of Time. Rayna 1990
- Another Face. Ear-Rational 1991
- Urban Blues. Konnex 1993
- Lajos Dudas Plays Bach. Rillophon 1994, aussi Edition Musikat 2000
- Maydance. Pannon Jazz 1995
- Encore. Rillophon 1996
- Chamber Music live. Pannon Classic 1997
- Music for Clarinet. Pannon Classic 1997
- Some Great Songs. Double Moon 1998
- Talk of the Town (avec Karl Berger). Double Moon 2000
- The Jubilee Box. Pannon Jazz 2001
- Jubilee Edition. Double Moon 2001
- Nightlight (avec Gerd Dudek). Double Moon 2002
- Seitenblicke. Edition Musikat 2003
- Jazz and the City. Konnex 2004
- Artistry in Duo. Jazzsick 2006
- 50 Years with Jazzclarinet - The Best of Lajos Dudas. JazzSick 2011 (compilation, 2 CD)
- Lajos Dudas Trio Live at Porgy & Bess (avec Philipp van Endert/Leonard Jones). JazzSick 2013
- Bergmann/Dudas/Guantes: Lodge Out. Mudoks Record 2013
- Radio Days - The Music of Lajos Dudas. JazzSick Records 2015
- Lajos Dudas Quartett / Deutsche Kammerakademie Neuss Brückenschlag. Jazzsick 2016
- Some Great Songs Vol.2. Jazzsick 2017
- Return to the Future. Jazzsick 2018
- The Lake and the Music. Jazzsick 2020
- On the Third-Stream-Path Jazzsick 2021[4]

## Compositions (sélection)
- Concertino pour clarinette et piano - Hommage to Artie Shaw (aussi avec orchestre). Verlag Dohr
- Ballet-Music pour clarinette et piano
- Ballet Music pour clarinette /quartet de jazz et orchestre à cordes (Neuma Verlag (Budapest))
- Valse pour clarinette solo (aussi pour saxophone solo) (Verlag Dohr)
- Cauda pour clarinette solo (Verlag Dohr)
- Recital pour clarinette solo (Verlag Dohr)
- Neun Miniaturen pour une ou deux clarinette (Verlag Dohr)
- Notturno No. 1 (Franz Liszt), Bearbeitung pour 3 clarinettes (Verlag Dohr)
- Klarinettenschule, méthode de clarinette (2 volumes)
- Three for Three, 3 courtes pièces pour 3 clarinettes en si bémol (Verlag Dohr)
- Masterpiece for Recorder (Bfl. solo) - (Verlag Dohr)
- Momentaufnahme für Bläserquartett (Fl.Ob.clar.basson.) - (Verlag Dohr)
- Der Vogeltanz-Blues (pour sax soprano /clarinette en sib et piano) - (Neuma Verlag (Budapest))
- Aufforderung zum Tanz (C. M. von Weber), arrangement pour quatuor à vent de Lajos Dudas - Verlag Dohr